# Alcabre
Alcabre (también denominada Santa Eulalia de Alcabre) es una parroquia del municipio de Vigo, en la comunidad autónoma de Galicia, España.

## Geografía
Es una pequeña parroquia litoral densamente poblada al situarse entre la zona urbana de Bouzas y Coya, la parroquia de Navia y la ría de Vigo, donde posee varias playas, entre ellas el extremo norte de la playa de Samil.

## Entidades de población[2]
- Ameixeira (A Ameixeira)
- Fonte (A Fonte)
- Iglesia (A Igrexa)
- A Millareira
- Pardaíña (A Pardaíña)
- Robaleira (A Robaleira)
- Sobreira (A Sobreira)
- Pertegueiras (As Pertegueiras)
- A Veiguiña
- Barreiro
- Fontes
- Forte
- Garita
- Montana
- Carregal (O Carregal)
- Castañal (O Castañal)
- Cruceiro (O Cruceiro)
- Muíño do Vento (O Muíño do Vento)
- Roade
- Turido
- Viña-Grande (Viña Grande)
- Casaliño (O Casaliño)
- Freixeiro
- A Quiringosta

## Demografía
| Gráfica de evolución demográfica de Alcabre entre 2000 y 2017      |
|                                                                    |
| Población de derecho (2000-2016) según el padrón municipal del INE |